# Acide tétrahydrofolique
L’acide tétrahydrofolique, couramment abrégé en THFA ou H4FA dans la littérature anglophone, est une coenzyme dérivée de l'acide folique, ou vitamine B9, qui intervient dans un grand nombre de réactions biochimiques, notamment dans le métabolisme des acides aminés et des acides nucléiques (en particulier des purines), comme activateur de groupes monocarbonés destinés à ces réactions de biosynthèse. Sa forme biologiquement active est sa base conjuguée, l'anion tétrahydrofolate.
Le tétrahydrofolate est produit par la dihydrofolate réductase à partir du dihydrofolate. Le méthotrexate, qui inhibe cette enzyme, est un poison cellulaire efficace bloquant la synthèse des nucléotides et est utilisé en chimiothérapie. La sérine hydroxyméthyltransférase (EC 2.1.2.1) convertit le tétrahydrofolate en 5,10-méthylènetétrahydrofolate.

## Structure
La molécule est composée d'une unité ptéridine substituée, d'un p-aminobenzoate et d'un ou de plusieurs résidus glutamiques.